# Geätzte Karneolperlen

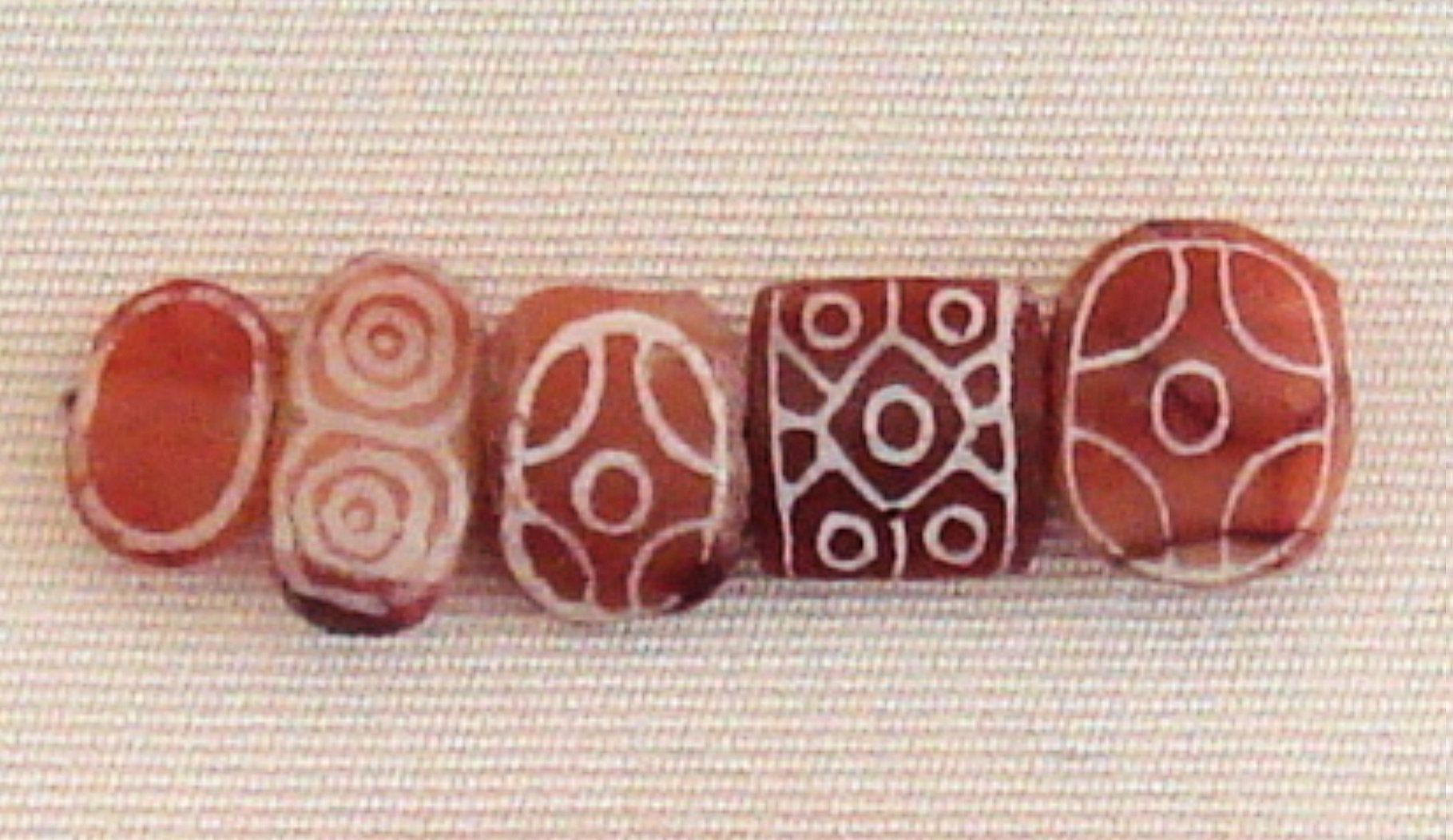
Geätzte Karneolperlen aus Susa, Iran

Geätzte Karneolperlen sind charakteristisch für den indischen Kulturraum und bereits seit dem dritten Jahrtausend v. Chr. belegt. Sie sind ein typisches Produkt der Indus-Kultur, sind aber auch in späteren Jahrtausenden bezeugt und wurden auch an anderen Orten in Südostasien produziert. Die ältesten Exemplare stammen aus dem Industal und aus Mesopotamien, wo sie in der Mitte des dritten Jahrtausend v. Chr. auftauchen. Einige Exemplare fanden sich im sogenannten Königsfriedhof von Ur, wo sie schon in der Grabungspublikation als aus Indien stammend identifiziert wurden. Sie sind dann bis in die sassanidische und in die frühe islamische Zeit bezeugt. Vor allem die Exemplare aus Mesopotamien sind wiederholt als Beleg für den Handel zwischen Mesopotamien und dem Industal herangezogen worden.
Die Perlen sind in der Regel aus Karneol gearbeitet. Mit Alkalien wurde ein Muster auf die rote Perle gemalt. Die Perle wurde dann erhitzt, wodurch sich das Alkali in die Oberfläche der Perle einätzte und ein weißes Muster ergab. Die Muster sind meist geometrisch gestaltet. Bei einer weiteren Technik wurde die Perlen vollkommen in Alkali getaucht, worauf ein Muster mit einer metallischen Lösung auf die Oberfläche gezeichnet wurde. Dies ergab nach dem Erhitzen ein dunkles Muster auf einem weißen Untergrund. Die ältesten Perlen, die ins dritte Jahrtausend v. Chr. datieren, sind meist mit geometrischen, eckigen Mustern dekoriert. Typisch ist jeweils ein Punkt oder kleiner Kreis, auch als Auge bezeichnet, um den sich die Muster anordnen. Die Perlen einer zweiten Phase, von etwa 300 v. Chr. bis 200 n. Chr., haben vor allem geometrische, eckige Muster, das zentrale Auge fehlt. Die Exemplare aus dem ersten Jahrtausend n. Chr. haben eher gerundete Muster, ein Auge fehlt auch hier.
Die Perlen sind an vielen Orten gefunden worden, vor allem in Indien, aber auch in Mesopotamien, Arabien und auch in China, Thailand, Vietnam, Myanmar oder auf den Philippinen. Die Exemplare aus China datieren vor allem ins erste Jahrtausend v. Chr. So gut wie keine Exemplare datieren in die Zeit nach der Han-Dynastie.